# Stare Drawsko
Stare Drawsko [ˈstarɛ ˈdrafskɔ] (tiếng Đức: Draheim, tiếng Ba Lan: Drahim cổ trước năm 1945) là một ngôi làng thuộc khu hành chính của Gmina Czaplinek, thuộc quận Drawsko, West Pomeranian Voivodeship, ở phía tây bắc Ba Lan.

## Địa lý
Ngôi làng tạo thành một tiền đồn phía tây bắc của khu vực Greater Ba Lan lịch sử, nơi giáp với Pomerania. Nó nằm khoảng 7 kilômét (4 mi) phía tây bắc Czaplinek, 28 km (17 mi) về phía đông của Drawsko Pomorskie và 109 km (68 mi) về phía đông của thủ đô khu vực Szczecin. Ngôi làng có dân số 140 người.

## Lịch sử
Lâu đài Drahim thế kỷ 14 là một thành trì của Hiệp sĩ Hiệp sĩ, người kiểm soát khu vực biên giới Ba Lan-Pomeranian. Năm 1407, các tướng cướp của Đức và Ba Lan đã chinh phục lâu đài và trục xuất các hiệp sĩ. Các ông trùm cướp đã lâu đài điểm bắt đầu của họ cướp bóc, cho đến khi burghers của Drawsko đánh bại họ trong năm 1422. Trong năm 1438 các Knights Teutonic sắp xếp nó để Ba Lan có thể mất quyền kiểm soát khu vực, mà nó được tổ chức lại như Starostwo Drahimskie, với Drahim như vốn, trong Greater Ba Lan Poznań Voivodeship. 

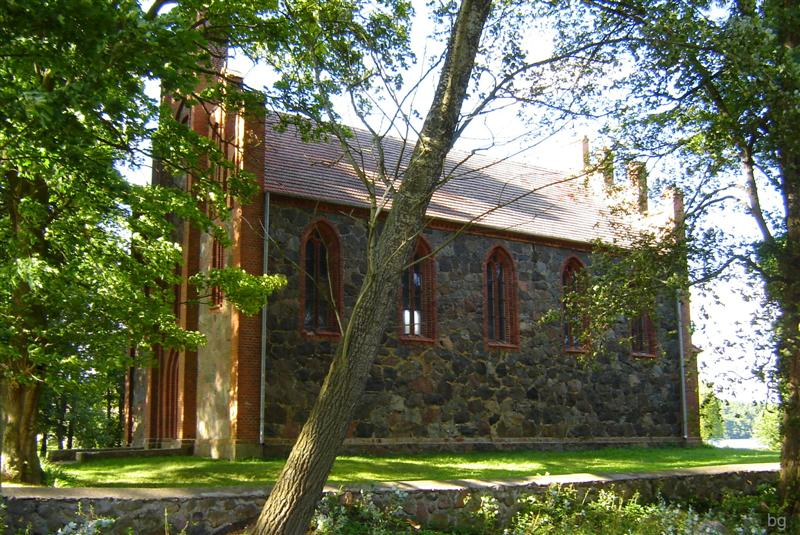
Nhà thờ giáo xứ

Năm 1657, Vua John II Casimir của Ba Lan đã cầm đồ ngôi sao người Poznan này, bao gồm cả Drahim, cho "Đại cử tri" Frederick William của Brandenburg để đổi lấy một khoản tín dụng của Hiệp ước Bromberg. Năm 1668, Frederick William mua lại ngôi sao này làm tài sản cá nhân của mình và đầu tư một người bảo lãnh với chính quyền của mình. Trong quá trình phân vùng đầu tiên của Ba Lan vào năm 1773, Draheim đã được sáp nhập vào vùng Brandeumian Neumark trong Vương quốc Phổ. Sau một cuộc cải cách hành chính của Phổ, nó đã trở thành một phần của vùng Köslin ở tỉnh Pomerania năm 1817, nơi hình thành một phần của Đức trong khoảng thời gian từ 1871 đến 1945.